# Champcueil
Champcueil é uma comuna francesa na região administrativa da Ilha de França, no departamento de Essonne. Estende-se por uma área de 16.35 km². Em 2010 a comuna tinha 2 920 habitantes (densidade: 178,6 hab./km²).